# Zbór Kościoła Adwentystów Dnia Siódmego w Przemyślu
Zbór Kościoła Adwentystów Dnia Siódmego w Przemyślu – zbór adwentystyczny w Przemyślu, należący do okręgu wschodniego diecezji południowej Kościoła Adwentystów Dnia Siódmego w RP.
Pastorem zboru jest kazn. Wasyl Bostan.